# Jösse Car Indigo 3000
Jösse Car Indigo 3000 — суперкар компании Jösse Car, производимый с 1996 по 1999 года.

## История
Автомобиль был разработан с использованием компонентов компаний Volvo и Saab. В конструкции автомобиля были использованы композитные панели,которые установлены на стальной раме. Двигатель установлен на задней раме.  Дизайн автомобиля представлял смесь MGB и Corvette. В 1995 году был создан первый прототип модели, на следующий год был запланирован запуск производства.
Первый автомобиль был продан в 1997 году, всего за время производства было выпущено 42 экземпляра.Цена составляла 250000 крон (39 тыс. долл.). 
Автомобиль был представлен на различных автомероприятиях в 1997 году - «Stockholm Auto Show 1997»,«Båstad Classic Car Show»,«Rottneros Classic Motor Show»

### Indigo 3000R
В феврале 2015 года было представлено несколько изображений обновленной модели Indigo 3000R. Было заявлено об окончании разработки новой модели и запуск её в серию. Всего было внесено 50 изменений, модель будет представлена в версиях - купе и родстер.

## Галерея

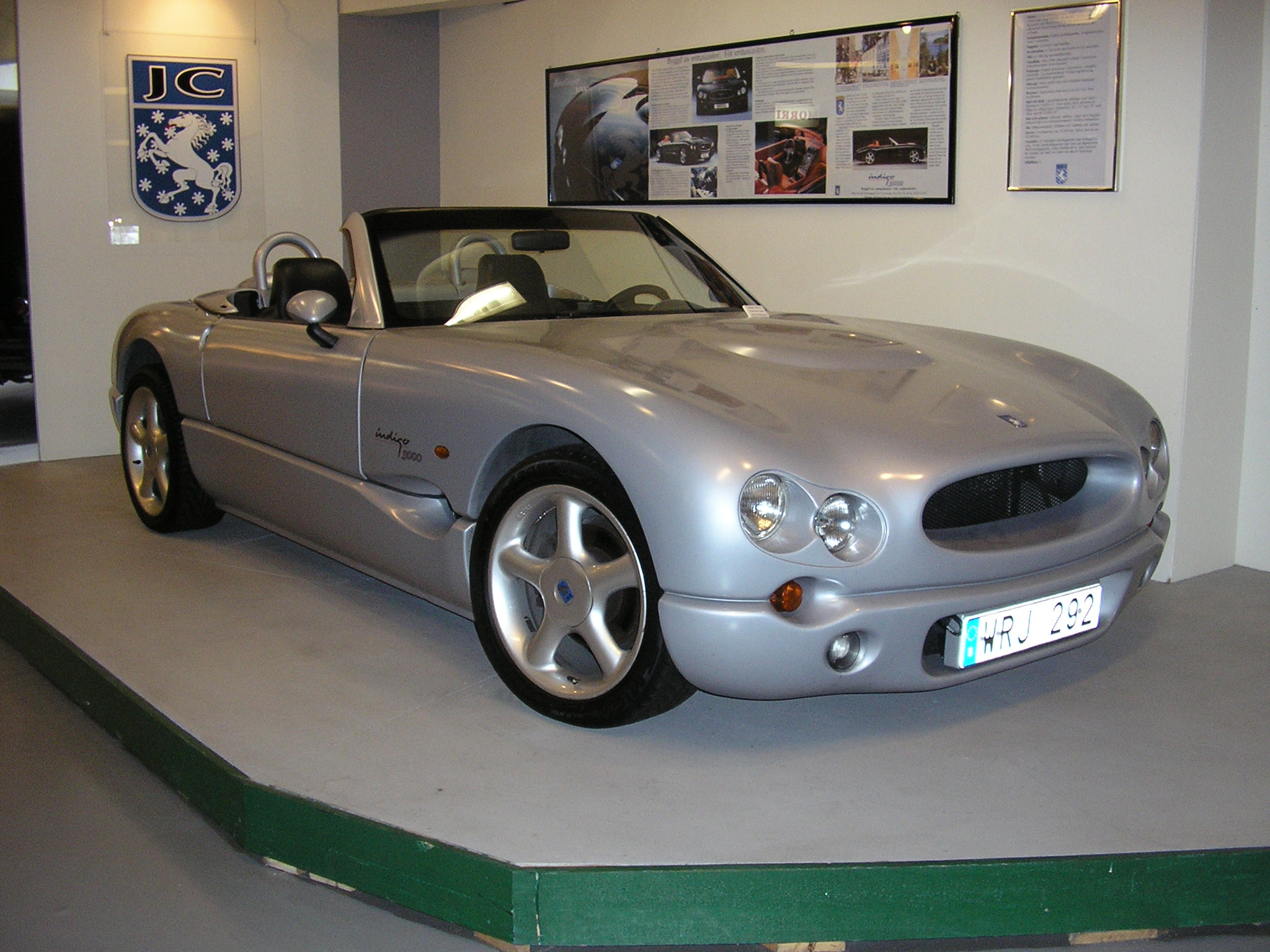

## Автогонки
Команда Stegia Competition использовала Indigo 3000 для участия в чемпионате «Swedish GTR Championship  2003». На автомобиле выступали - Magnus Thorén, Johan Stjernberg, Tom Grenmark.

## Интересные факты
- Журналисты AUTOMOBIL Awards 1996 сравнивали автомобиль по ездовым характеристикам с Jaguar D-Type 1956 года.AUTOMOBIL Awards 1996. [[2] ] // AUTOMOBIL. — 1996.